# Umbrina
Die Umbrina ist eine Gattung aus der Familie der Umberfische (Sciaenidae). Sie kommt mit 17 Arten in tropischen und warm-gemäßigten Gewässern des Atlantiks, des Mittelmeers, des westlichen Indischen Ozeans und des östlichen Pazifiks vor.

## Merkmale
Die Arten der Gattung sind Fische von länglichem, seitlich etwas abgeflachtem Körperbau mit abgerundetem Bauch. Der Kopf liegt tiefer als der relativ hohe Rücken. Das Maul ist klein und unterständig. Am Kinn sitzt eine kurze, stämmige Bartel mit einer Pore am Ende und zwei weiteren, die Basis flankierenden, Poren. Das Auge ist mittelgroß und hat ein Viertel der Kopflänge oder mehr zum Durchmesser. Die Zähne sitzen in zwei Reihen je Kiefer, von denen im Oberkiefer die äußere größer ist. Der Rand des Vordeckels ist fein gesägt. Der Körper ist dunkelbraun oder silbern gefärbt und weist opake Streifen oder vertikale Balken auf. Die erste Rückenflosse ist kurz und weist zehn schlanke Hartstrahlen auf. Die zweite, lange Rückenflosse weist 25 bis 30 Weichstrahlen auf. Die kleine Afterflosse hat zwei Hart- und fünf bis acht Weichstrahlen.

## Arten
Derzeit sind 17 Arten in der Gattung anerkannt:
- Umbrina analis Günther, 1868
- Umbrina broussonnetii Cuvier, 1830
- Umbrina bussingi López S., 1980
- Umbrina canariensis Valenciennes, 1843
- Umbrina canosai Berg, 1895
- Gewöhnlicher Umber (Umbrina cirrosa) (Linnaeus, 1758)
- Umbrina coroides Cuvier, 1830
- Umbrina dorsalis Gill, 1862
- Umbrina galapagorum Steindachner, 1878
- Umbrina imberbis Günther, 1873
- Umbrina milliae Miller, 1971
- Umbrina reedi Günther, 1880
- Umbrina roncador Jordan & Gilbert, 1882
- Umbrina ronchus Valenciennes, 1843
- Umbrina steindachneri Cadenat, 1951
- Umbrina wintersteeni Walker & Radford, 1992
- Umbrina xanti Gill, 1862